# كريس مانيلا
كريس مانيلا (7 يونيو 1994 بتورونتو في كندا - ) هو لاعب كرة قدم كندي في مركز الوسط. شارك مع منتخب كندا تحت 23 سنة لكرة القدم ومنتخب كندا لكرة القدم. أما مع النوادي، فقد لعب مع نادي تورونتو وToronto FC II ‏ وToronto FC Academy ‏.

## وصلات خارجية
- كريس مانيلا على موقع الدوري الأمريكي (الإنجليزية)
- كريس مانيلا على موقع قاعدة بيانات كرة القدم.إي يو (الإنجليزية)
- كريس مانيلا على موقع ناشيونال فوتبول تيمز (الإنجليزية)
- كريس مانيلا على موقع Soccerway.com (الإنجليزية)
- كريس مانيلا على موقع عالم كرة القدم.نت (الإنجليزية)
- كريس مانيلا على موقع AS.com (الإسبانية)